# Позловице
Позловице (чеш. Pozlovice) је насељено мјесто са административним статусом варошице (чеш. městys) у округу Злин, у Злинском крају, Чешка Република.

## Становништво
Према подацима о броју становника из 2014. године насеље је имало 1.221 становника.